# 北京地下鉄11号線
北京地下鉄11号線（ペキンちかてつ11ごうせん、中文表記: 北京地铁11号线、英文表記: Beijing Subway Line 11）は北京地下鉄の路線である。

## 概要
2006年、海淀区万柳から豊台区大紅門までが計画され、「L」型をなした10号線とともに環状線を築く予定があった。
2010年1月、石景山区が既存の計画を取り消し、新たな計画を制定した。この11号線は北京市西部の「首鋼」を通過し、市内に直結する。1号線と4号線との乗り換えを実現する見込みである。
2021年12月31日に開業。
2023年12月30日に模式口駅開業。

## 駅一覧
- 駅名欄の背景色が■で、駅名が斜体字で表示されている駅は未開業の駅であることを表す。

| 駅名     | 駅名         | 駅名        | 駅間 キロ | 累計 キロ | 接続路線・備考 | 所在地 | 所在地   |
| 日本語   | 簡体字中国語 | 英語        | 駅間 キロ | 累計 キロ | 接続路線・備考 | 所在地 | 所在地   |
| -------- | ------------ | ----------- | --------- | --------- | -------------- | ------ | -------- |
| 模式口駅 | 模式口站     | Moshikou    | 0.0       | 0.0       |                | 北京市 | 石景山区 |
| 金安橋駅 | 金安桥站     | Jin'ɑnqiɑo  | 1.350     | 1.350     | ■6号線 ■S1線   | 北京市 | 石景山区 |
| 北辛安駅 | 北辛安站     | Beixin'ɑn   | 0.850     | 2.200     |                | 北京市 | 石景山区 |
| 新首鋼駅 | 新首钢站     | Xinshougɑng | 0.689     | 2.889     |                | 北京市 | 石景山区 |